# Elysia serca
Elysia serca är en snäckart som beskrevs av Er. Marcus 1955. Elysia serca ingår i släktet Elysia och familjen sammetssniglar. Inga underarter finns listade i Catalogue of Life.